# Spoiled
"Spoiled" is een soullied van de Engelse zangeres en songwriter Joss Stone, in samenwerking met de tekstschrijvers Lamont en Beau Dozier. Het is de derde single voor haar tweede studioalbum, Mind, Body & Soul uit 2004. De single werd uitgebracht in maart 2005 en kwam in de top 40 op z'n hoogst op 32 in de UK Singles Chart. Het bleef maar 2 weken in die hitlijst staan. Deze single was de minst populaire van alle singles van Mind, Body & Soul.

## Clip
De clip van "Spoiled" werd geregisseerd door Joseph Kahn en opgenomen in de West Taghkanic Diner, een wegrestaurant langs de Route 82 bij New York, in 2005. Het begint met een scène waarin Stone en haar vriend (gespeeld door model James Guardino) aankomen bij het wegrestaurant. Ze stappen uit de auto en krijgen ruzie. Een paar minuten later gaan ze naar binnen. In de hoop Stone op te vrolijken, laat haar vriend haar een teddybeer zien. Stone probeert deze te pakken, maar hij trekt hem terug. Uiteindelijk geeft hij haar toch de beer; Stone neemt hem aan en loopt weg. Haar vriend komt achter haar aan, maar is te laat. Hij stapt in zijn auto en volgt haar. Na een paar seconden te hebben gereden zien ze allebei een licht dat naar hen toe komt en de twee botsen tegen elkaar. Door de botsing vliegen Stone en haar vriend in slow motion door de autoruit en om hen heen zweven duizenden stukjes glas. De scène gaat dan weer terug naar het begin, alsof het ongeluk nooit is gebeurd en ze rijden naar het wegrestaurant, precies zoals de video ook was begonnen.

## Afspeellijsten
Britse CD
1. "Spoiled" – 4:03
2. "Right to Be Wrong" (Live in New York) – 3:23

Europese CD
1. "Spoiled" – 4:03
2. "Don't Know How" (Live in Irving Plaza) – 5:15
3. "Less Is More" (Live in Irving Plaza) – 5:03

Britse DVD
1. "Spoiled" (video) – 4:03
2. "The Chokin' Kind" (Live in New York) (video) – 4:45
3. "Fell in Love with a Boy" (Live in New York City) (video) – 4:14

Britse promo
1. "Spoiled" (ingekorte versie) - 3:33

Amerikaanse promo
1. "Spoiled" – 4:03
2. "Security" (voorbeeld) – 1:30
3. "Jet Lag" (voorbeeld) – 1:30
4. "You Had Me" (voorbeeld) – 1:30
5. "Snakes and Ladders" (voorbeeld) – 1:30

## Hitlijsten
| Hitlijst (in 2005)               | Hoogste positie |
| -------------------------------- | --------------- |
| Nederlandse Top 40               | 24              |
| Europese top 100                 | 100             |
| UK Singles Chart                 | 32              |
| Billboard R&B/Hip-Hop Songs (VS) | 54              |